# Traje de proteção contra materiais perigosos

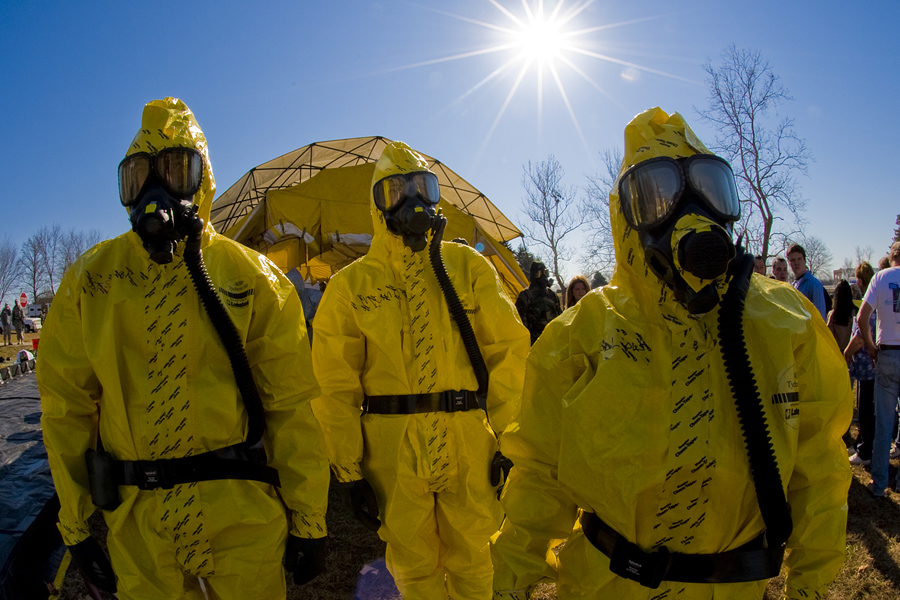
Equipe de descontaminação usando trajes de proteção contra materiais perigosos durante a simulação de um ataque nuclear, em 2009

Um traje de proteção contra materiais perigosos, também conhecido, devido à abreviação dos termos em inglês, "hazardous material" ("material perigoso"), como traje hazmat, é um equipamento de proteção individual que consiste de uma vestimenta impermeável, quer de corpo inteiro, quer de uma só peça, empregada como proteção contra materiais perigosos.
Tais trajes têm seu uso geralmente combinado com aparelhos de respiração autônomos, de maneira a garantir um suprimento de ar respirável. Dentre os profissionais que utilizam os trajes de proteção contra materiais perigosos estão bombeiros, técnicos de emergência médica, paramédicos, pesquisadores, equipes de resposta a derramamentos tóxicos, especialistas em limpeza de instalações contaminadas e trabalhadores em ambientes tóxicos.

## História

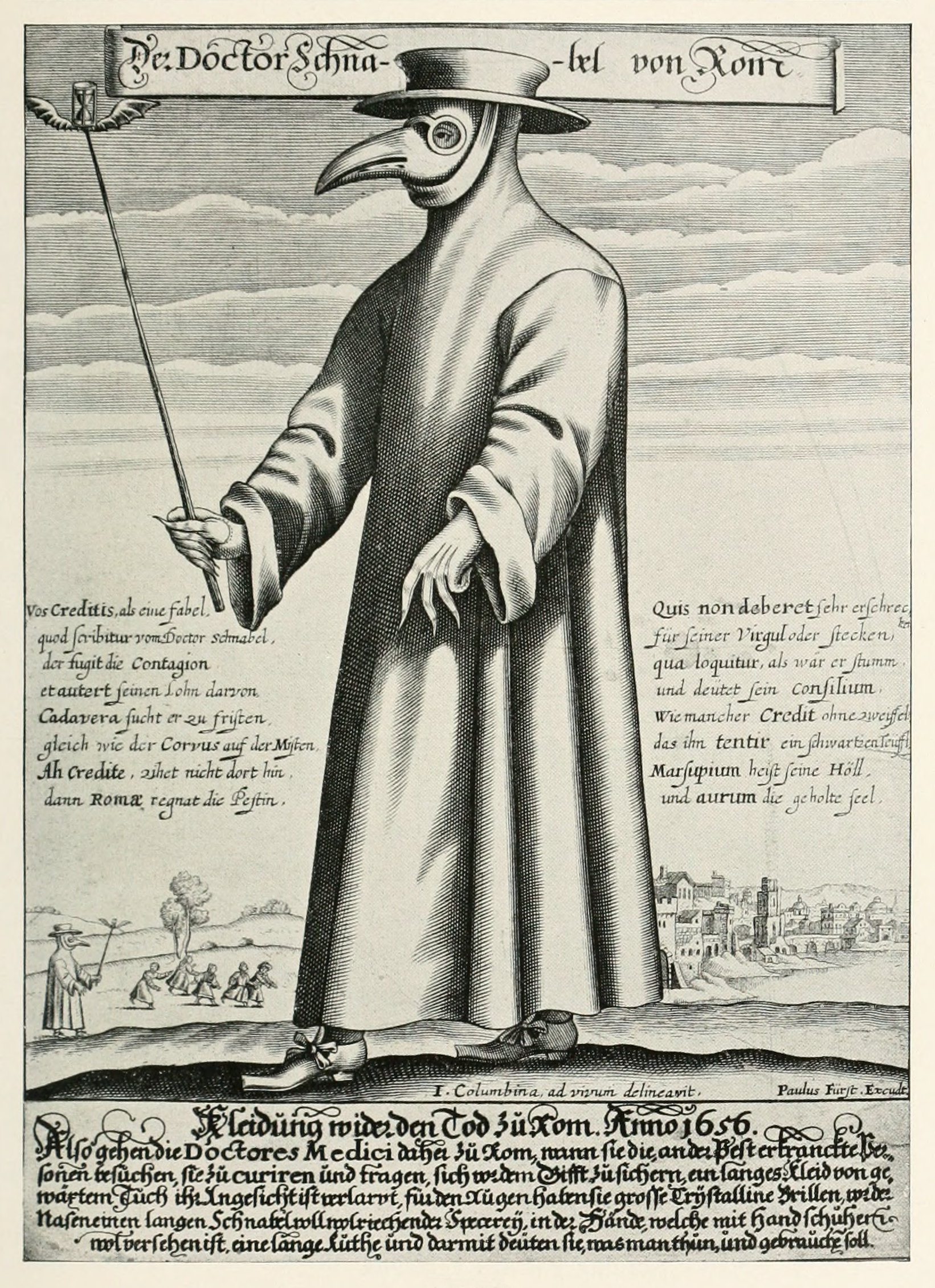
Médico da peste vestindo sua roupa de médico da peste

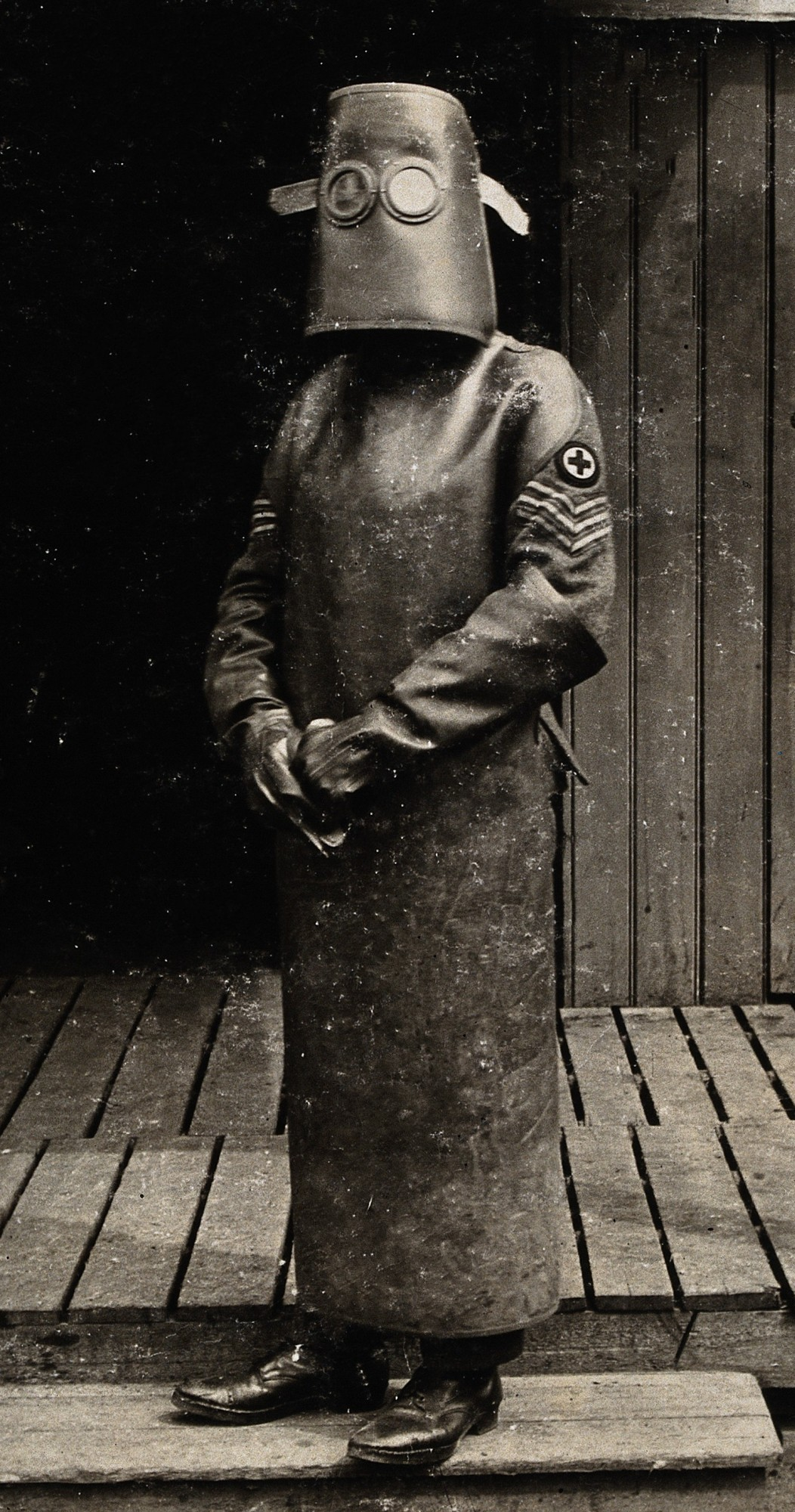
Um radiologista com um traje de proteção contra materiais perigosos durante a Primeira Guerra Mundial, em 1918

Durante as epidemias de peste bubônica, uma forma primitiva de traje de proteção contra materiais perigosos surgiu, quando, para tratar as vítimas da peste bubônica, os médicos da peste europeus dos séculos XVI e XVII passaram a usar roupas compostas por máscaras com bicos semelhantes aos dos pássaros, em conjunto com grandes sobretudos. Naquela época, acreditava-se, conforme a teoria miasmática, que a causa das doenças fosse a inalação de "ar ruim", sendo que as máscaras com bicos funcionavam como respiradores, contendo em seu interior itens aromáticos como ervas e flores secas. Já o traje moderno de proteção contra materiais perigosos supostamente se originou a partir da Peste da Manchúria, entre 1910 e 1911, período durante o qual o médico malaio Wu Lien-teh promoveu o uso de várias formas de equipamento de proteção individual para prevenir a propagação da peste pneumônica.

## Capacidades

### Visão geral

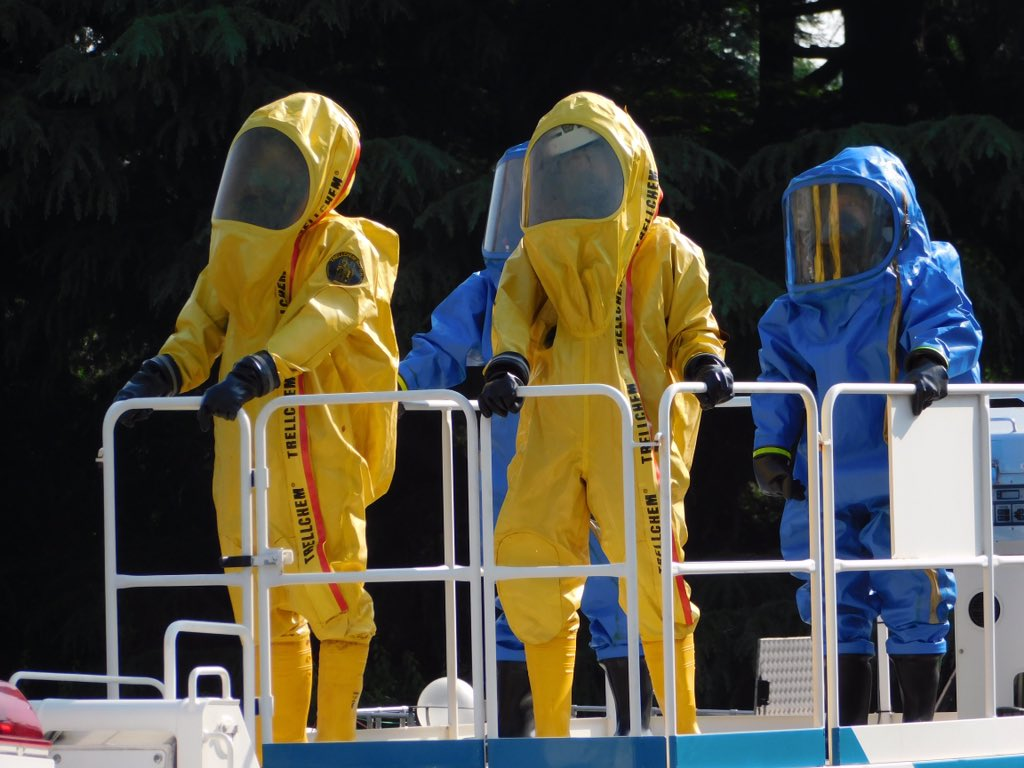
Policiais do Departamento de Polícia Metropolitana de Tóquio vestindo trajes de proteção contra materiais perigosos

Segundo definição adotada pelo Departamento de Segurança Interna dos Estados Unidos, um traje de proteção contra materiais perigosos é "uma vestimenta geral, usada para proteger as pessoas de materiais ou substâncias perigosas, incluindo produtos químicos, agentes biológicos ou materiais radioativos". De forma mais abrangente, no entanto, os trajes de proteção contra materiais perigosos podem proteger contra:
Agentes químicos
através do uso de materiais de barreira apropriados, como teflon, PVC pesado ou borracha e Tyvek
Agentes nucleares
através de blindagem contra radiação no revestimento, mas, ainda mais importante, evitando o contato direto ou a inalação de partículas radioativas ou de gás
Agentes biológicos
por meio de sistemas totalmente selados — geralmente com sobrepressão, para evitar contaminação, mesmo que o traje esteja danificado ou usando respiradores motorizados dotados de purificadores de ar, com capuzes completos e trajes de proteção para evitar exposição (nível de proteção C)
Fogo e altas temperaturas
geralmente por uma combinação de materiais isolantes e refletivos, que reduzem os efeitos
Geralmente, os trajes de proteção contra materiais perigosos incluem suprimentos de ar respirável para fornecimento de ar limpo e não contaminado ao usuário. Em laboratório, o suprimento de ar limpo pode ser fornecido através de mangueiras acopladas. Normalmente, bombeia-se o ar para dentro do traje com pressão positiva em relação ao ambiente, como uma medida de proteção adicional contra a introdução de agentes perigosos em um traje potencialmente rompido, ou com vazamento.
Trabalhar com trajes de proteção contra materiais perigosos pode ser bastante extenuante, já que tendem a ser menos flexíveis do que vestimentas convencionais de trabalho. Exceto pelas versões para uso em laboratório, os trajes podem ser bastante quentes e mal ventilados — com casos em que a ventilação sequer existe. Assim sendo, seu uso deve ser limitado a curtas durações, preferencialmente de até 2 horas, dependendo da dificuldade do trabalho. Os chamados trajes de nível A dos Estados Unidos, por exemplo, são limitados a cerca de 15 a 20 minutos de trabalho extenuante, como um resgate de combate a incêndio em um edifício, devido a seu fornecimento de ar. Já os trajes de proteção nível A da Agência Europeia para a Segurança e a Saúde no Trabalho e da Agência de Proteção Ambiental dos Estados Unidos normalmente não são empregados na realização de resgates em combate a incêndios, sobretudo durante incêndios em edifícios e estruturas. Equipamentos de proteção individual (EPI) em conformidade com a National Fire Protection Association (NFPA) e aparelhos de respiração autônomos certificados pelo NIOSH ou CBRN são as principais tecnologias de proteção para combate a incêndios estruturais nos EUA.

### Classificações

#### Nos Estados Unidos

Bombeiros da Força Aérea dos Estados Unidos vestindo trajes de proteção contra materiais perigosos, com uma capa externa aluminizada, durante um exercício de gerenciamento de emergência

Os trajes de proteção são classificadas em níveis — A, B, C ou D —, com base no grau de proteção que oferecem.
Nível A
Nível mais alto de proteção contra vapores, gases, névoas e partículas, que consiste em um traje de proteção química totalmente encapsulado com um aparelho de respiração autônomo com máscara facial completa. O usuário precisa calçar botas com biqueira de aço e canos na parte externa do traje, além de luvas especialmente selecionadas e resistentes a produtos químicos, para esse nível de proteção. O aparelho de respiração é usado de forma encapsulada ao traje. Para conformidade com a proteção nível A, um rádio bidirecional intrinsecamente seguro também é usado dentro do traje, geralmente contando com microfones operados por voz e um alto-falante de ouvido para monitorar o canal de operações.
Nível B
O nível B exige uma vestimenta, incluindo ARICA, capaz de proteger contra respingos de produtos químicos perigosos. Como o aparelho respiratório é às vezes usado na parte externa da vestimenta, a proteção de nível B não protege contra vapores. Trajes de nível B também podem ser totalmente encapsulados, o que ajuda a evitar a contaminação do ARICA. Os trajes de nível B são usados quando a proteção contra vapor oferecida pelos trajes de nível A não é necessária. Os pulsos, tornozelos, máscara, capuz e cintura recebem proteções para evitar a entrada de quaisquer líquidos respingados. Conforme o produto químico manuseado, tipos específicos de luvas e botas podem ser usados, podendo ou não estar presas à peça. A vestimenta em si pode ser uma peça única, ou um macacão com capuz formado por duas peças. A proteção nível B também exige o uso de botas resistentes a produtos químicos, com biqueira de aço e hastes na parte externa da vestimenta e, assim como no nível A, luvas resistentes a produtos químicos e comunicações de rádio bidirecionais são igualmente necessárias.
Nível C
O nível C difere do nível B em relação aos equipamentos necessários para proteção respiratória. O mesmo tipo de vestimenta usado para proteção nível B é empregado no caso da proteção nível C. A proteção nível C permite o uso de equipamento de proteção respiratória diferente do ARICA. Tal proteção inclui qualquer um dos diversos tipos de respiradores purificadores de ar. Os usuários não devem empregar este nível de proteção a menos que o material perigoso específico com que se vá lidar seja conhecido, e sua concentração possa ser medida. Equipamentos de nível C não oferecem a proteção necessária em uma atmosfera que apresente deficiência de oxigênio.
Nível D
O nível D não protege o usuário contra exposição química. Assim, tal nível de proteção somente deve ser empregado quando não existe possibilidade de contato do usuário com produtos químicos. Um macacão, ou outro tipo de vestimenta de trabalho, juntamente com calçados resistentes a produtos químicos, com biqueira e cano de aço, são tudo o que é necessário para que um equipamento se qualifique como nível D. A maioria dos equipamentos de proteção individual utilizados pelos bombeiros é considerada nível D.

#### Na Europa
A maioria dos trajes usados na Europa são cobertos por um conjunto de normas da União Europeia, e divididos em seis níveis de proteção:
- Tipo 1: oferece proteção contra produtos químicos líquidos e gasosos, e é à prova de gás (EN 943 parte 1). Equivalência aproximada ao nível A dos Estados Unidos.
- Tipo 2: oferece proteção contra produtos químicos líquidos e gasosos. Não é estanque ao gás (EN 943 parte 1). Equivalência aproximada ao nível B[nota 1] dos Estados Unidos.
- Tipo 3: oferece proteção contra produtos químicos líquidos por um período limitado. Jato de líquido hermético (EN 14605).
- Tipo 4: oferece proteção contra produtos químicos líquidos por um período limitado. Saturação de líquido estanque (EN 14605). Equivalência aproximada ao nível C dos Estados Unidos.
- Tipo 5: oferece proteção contra partículas secas transportadas pelo ar, por um período limitado (EN ISO 13982-1).
- Tipo 6: Protege contra pulverização leve de produtos químicos líquidos (EN 13034). Equivalência aproximada ao nível D dos Estados Unidos.

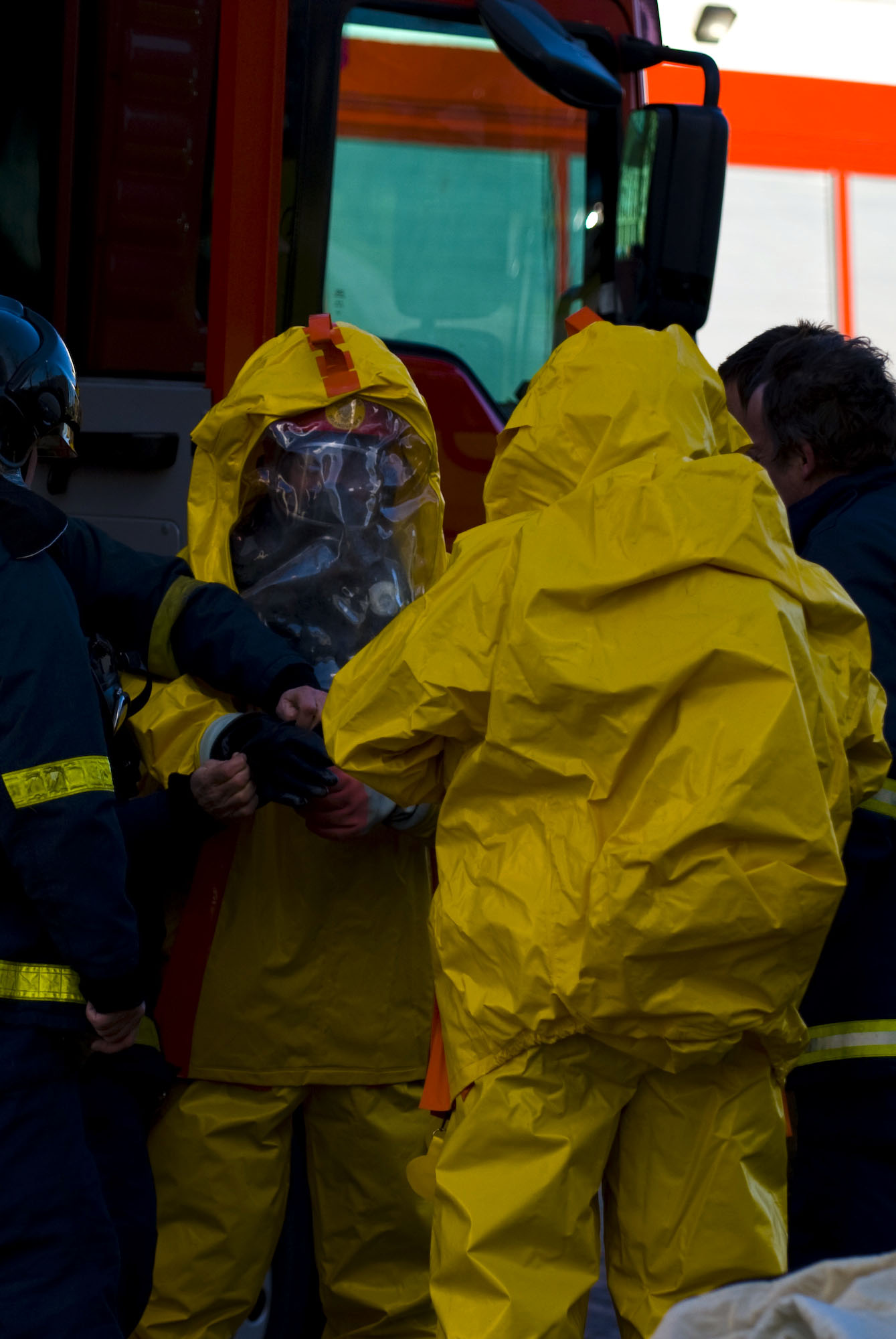
Traje nível A/tipo 1. O ARICA é um traje interno.
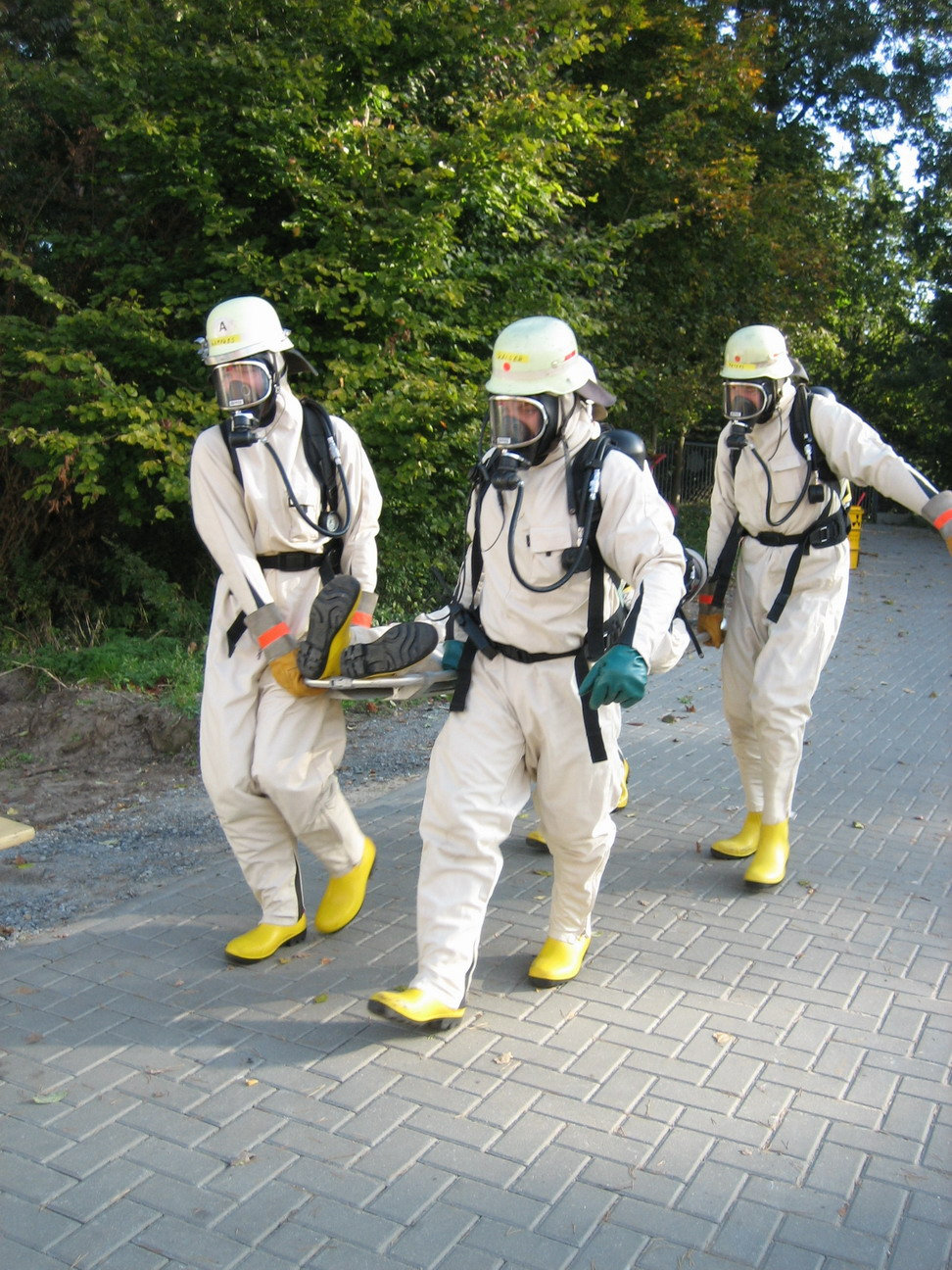
Fato nível B/tipo 2. O respirador fica do lado de fora
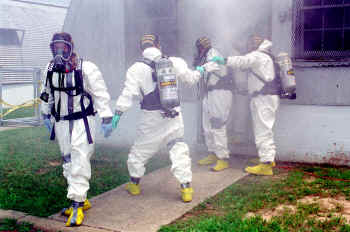
Traje nível C/tipo 4.
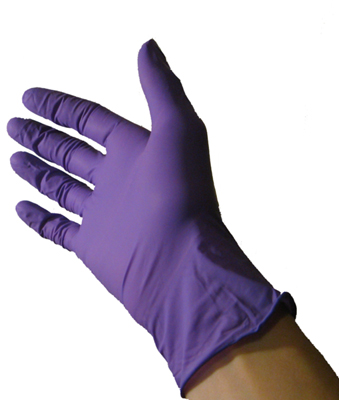
Luva tipo 6, feita de borracha nitrílica .

#### Sistema GOST
No sistema de normas GOST, o documento EN 943 equivale ao documento GOST 12.4.284.2-2014.

#### No Brasil

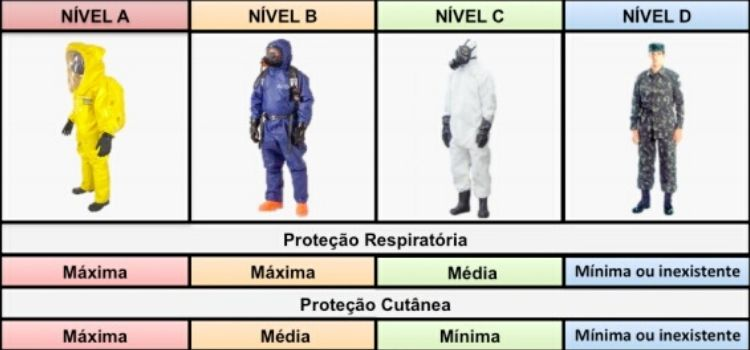
Diferentes níveis de trajes de proteção utilizados pelas Forças Armadas Brasileiras.

Os trajes utilizados no Brazil obedecem aos padrões americanos, sendo divididos em quatro tipos diferentes — A, B, C e D. Os militares brasileiros costumam denominar os trajes como Roupa Protetora Permeável de Combate. As Forças Armadas do Brasil contam com diversos regimentos especializados em materiais perigosos, que foram mobilizados, por exemplo, durante a Copa do Mundo FIFA 2014, as Olimpíadas de 2016 no Rio de Janeiro e a pandemia de COVID-19.

## Tipos

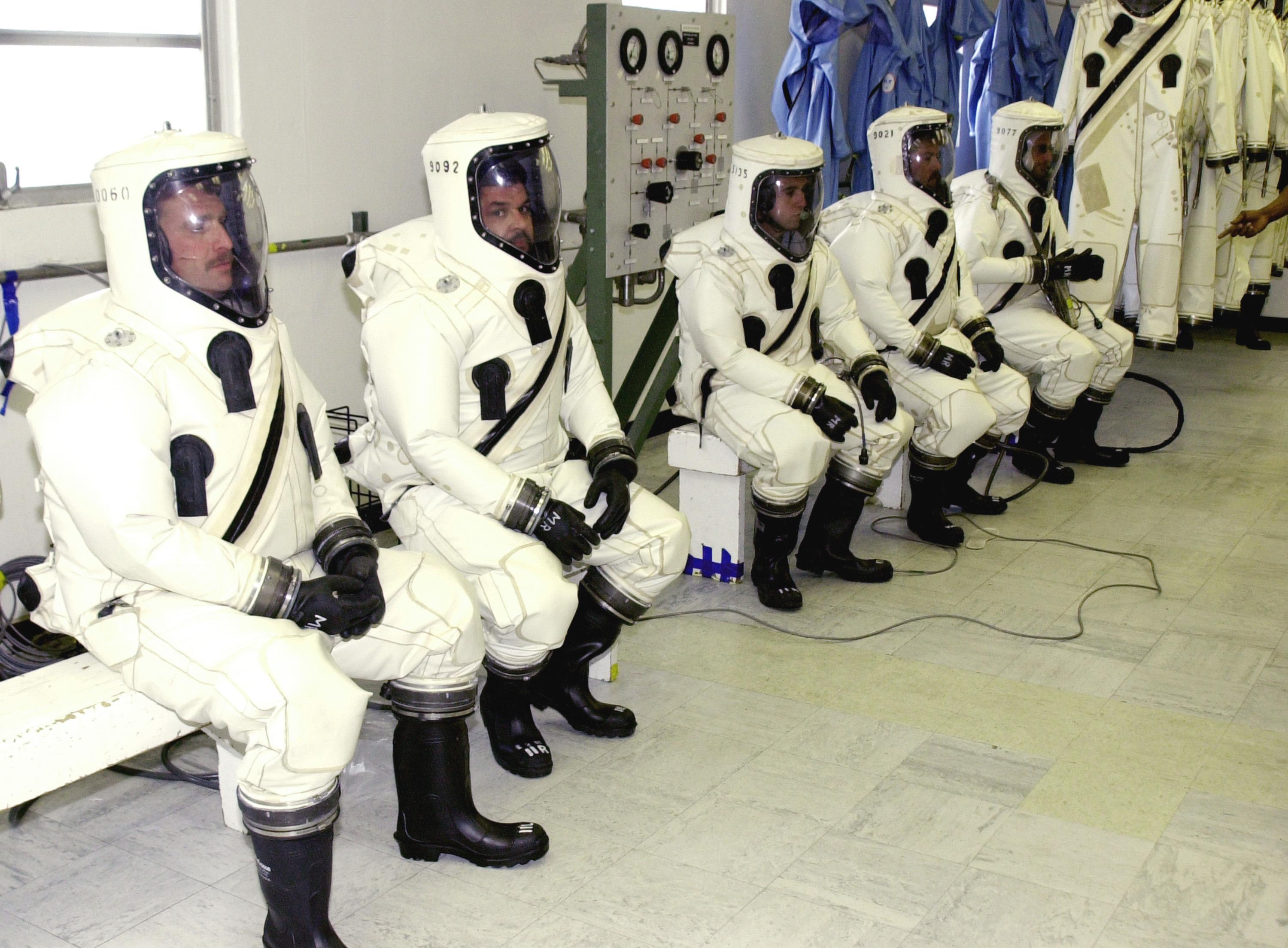
Técnicos da NASA em trajes SCAPE se preparam para abastecer uma nave espacial.

Os trajes hazmat existem em duas variações: proteção contra respingos e trajes estanques a gases. Os trajes de proteção contra respingos são projetados para evitar que o usuário entre em contato com um líquido, não protegendo contra gases ou poeira. Os trajes estanques também protegem contra gases e poeira.

### Proteção contra gás e/ ou vapor
Tais trajes, equivalente ao nível A norte-americano, são à prova de gás e/ ou vapor, proporcionando um encapsulamento total e o mais alto nível de proteção contra contato químico direto e aéreo. Eles são geralmente usados com um aparelho de respiração autônomo dentro do traje.
Os trajes são normalmente compostos por diversas camadas e, por serem herméticos, incluem uma válvula de liberação para que o traje não infle demais devido ao ar exalado pelo aparelho de respiração. A válvula de liberação retém um pouco de ar de forma a manter alguma pressão positiva dentro do traje.
Cada traje possui um dispositivo projetado para proteger o sistema respiratório do usuário, chamado de respirador, enquanto que o traje é empregado para proteção da pele exposta a agentes dérmicos potencialmente perigosos. O respirador pode ser simples, como no caso de um respirador facial com filtro de faixa de cabeça (FFR); um respirador facial completo de pressão negativa com arnês de cabeça (purificador de ar/APR); um aparelho respiratório fechado, contando com ajuste firme e de ar respirável de rosto inteiro; ou um aparelho respiratório autônomo de circuito aberto.

### Proteção contra respingos

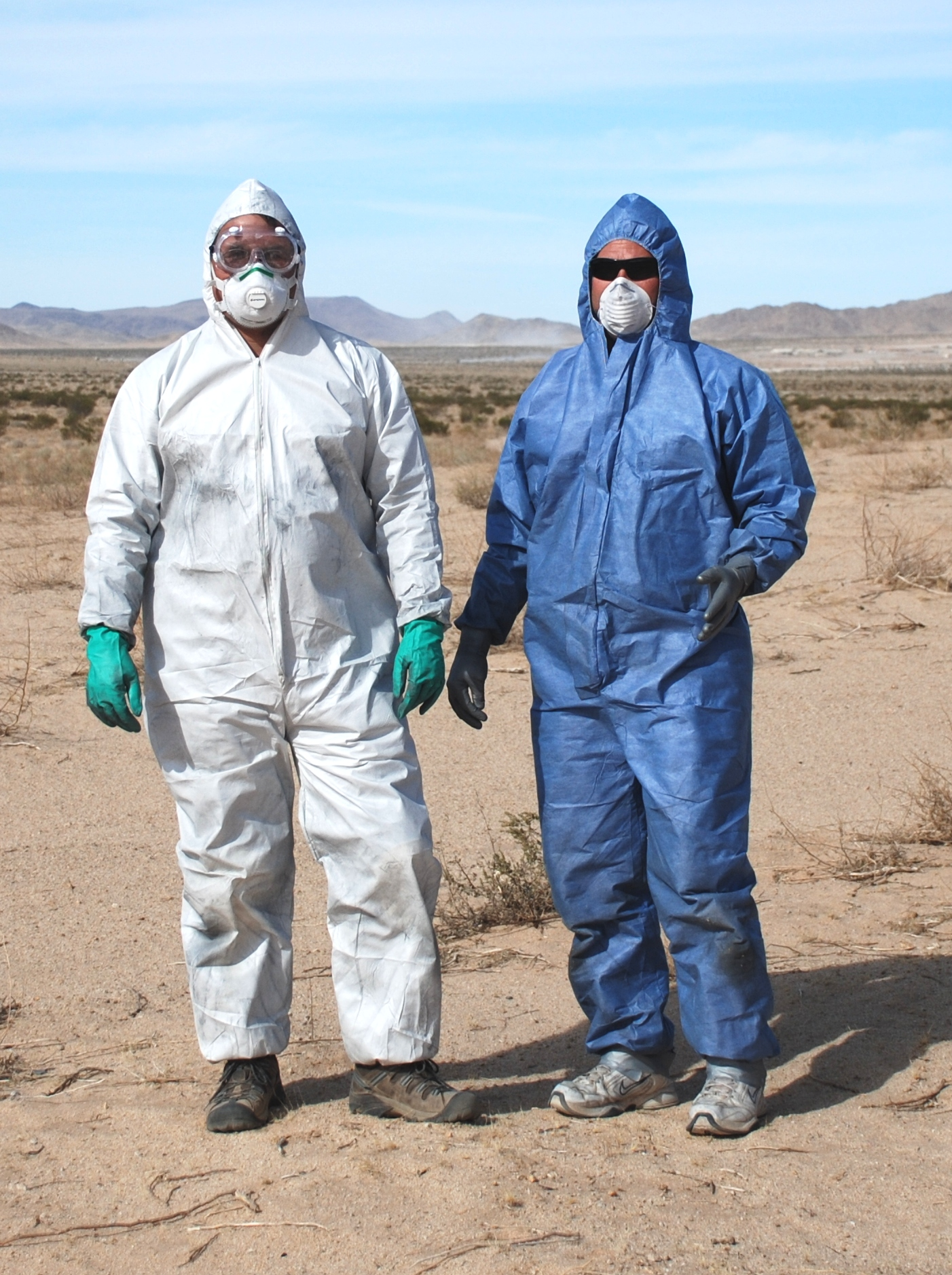
Macacões de Tyvek.

Trajes de proteção contra respingos, equivalentess ao nível B norte-americano, não são estanques ao vapor e, portanto, oferecem menor nível de proteção. Entretanto, são empregados com um respirador, dentro ou fora do traje, dependendo do tipo de vestimenta — encapsulante ou não encapsulante. Eles se assemelham mais aos macacões Tyvek de uma peça, frequentemente usados em trabalhos de construção e demolição. No entanto, trajes de proteção contra respingos de nível B também podem ser trajes totalmente encapsulados, que simplesmente não são herméticos.
Trajes que oferecem menor proteção, equivalentes ao nível C nos Estados Unidos, podem ser macacões de material tratado ou combinações de várias peças, selados com fita. A proteção oferecida por este tipo de traje ainda resiste à muitas substâncias não invasivas, como o antraz. 